# Elizabeth Anderson
Elizabeth S. Anderson (5 december 1959) is een Amerikaans filosofe.

## Biografie
Anderson studeerde van 1978 tot 1981 aan de Swarthmore College en behaalde er haar bachelor in de filosofie. Vervolgens studeerde ze verder aan Harvard University waar ze in 1984 haar masterdiploma en in 1987 een doctoraatsgraad behaalde. 
Van 1983 tot 1985 bleef ze onderwijsassistente aan Harvard University, waarna ze - na een korte periode als gastdocente bij de Swarthmore College in het najaar van 1985 en het voorjaar van 1986 - ging werken aan de University of Michigan. Aan deze universiteit was ze actief als professor in de filosofie, het recht en de vrouwenstudies. Ze is gespecialiseerd in ethiek, politieke- en sociale filosofie, epistemologie en feministische filosofie. Haar bekendste werk is het boek Value in ethics and economics, dat in 1993 gepubliceerd werd.  
Sinds 2005 is ze John Rawls Collegiate Professor of Philosophy and Women's Studies aan de University of Michigan. 

## Publicaties

### boek
- Value in Ethics and in Economics, Cambridge, Mass.  Harvard University Press, 1993.

### selectie van artikelen
- Is Women's Labor a Commodity?, 1990, in: Philosophy and Public Affairs
- The Ethical Limitations of the Market, 1990, in: Economics and Philosophy
- John Stuart Mill and Experiments in Living, 1991, in: Ethics
- Feminist Epistemology: An Interpretation and Defense, 1995, in: Hypatia
- Knowledge, Human Interests, and Objectivity in Feminist Epistemology“, 1995, in: Philosophical Topics
- The Democratic University: the Role of Justice in the Production of Knowledge, 1995, in: Social Philosophy and Policy
- What is the Point of Equality?, 1999, in: Ethics
- Integration, Affirmative Action, and Strict Scrutiny, 2002, in: NYU Law Review
- Sen, Ethics, and Democracy, 2003, in: Feminist Economics